# William Etty

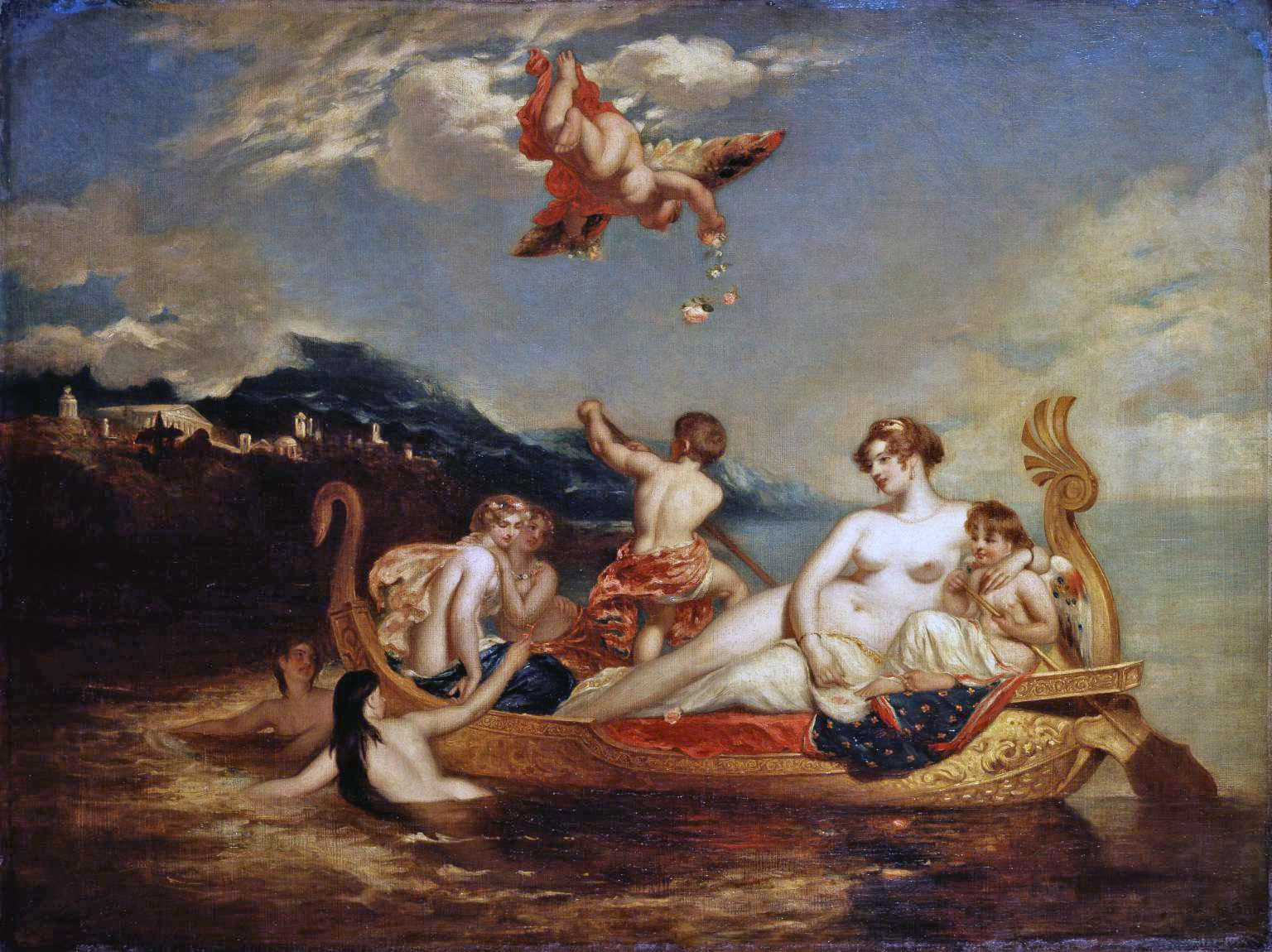
Poławiacz korali (1820) skłonił Francisa Freelinga do zamówienia Triumfu Kleopatry.

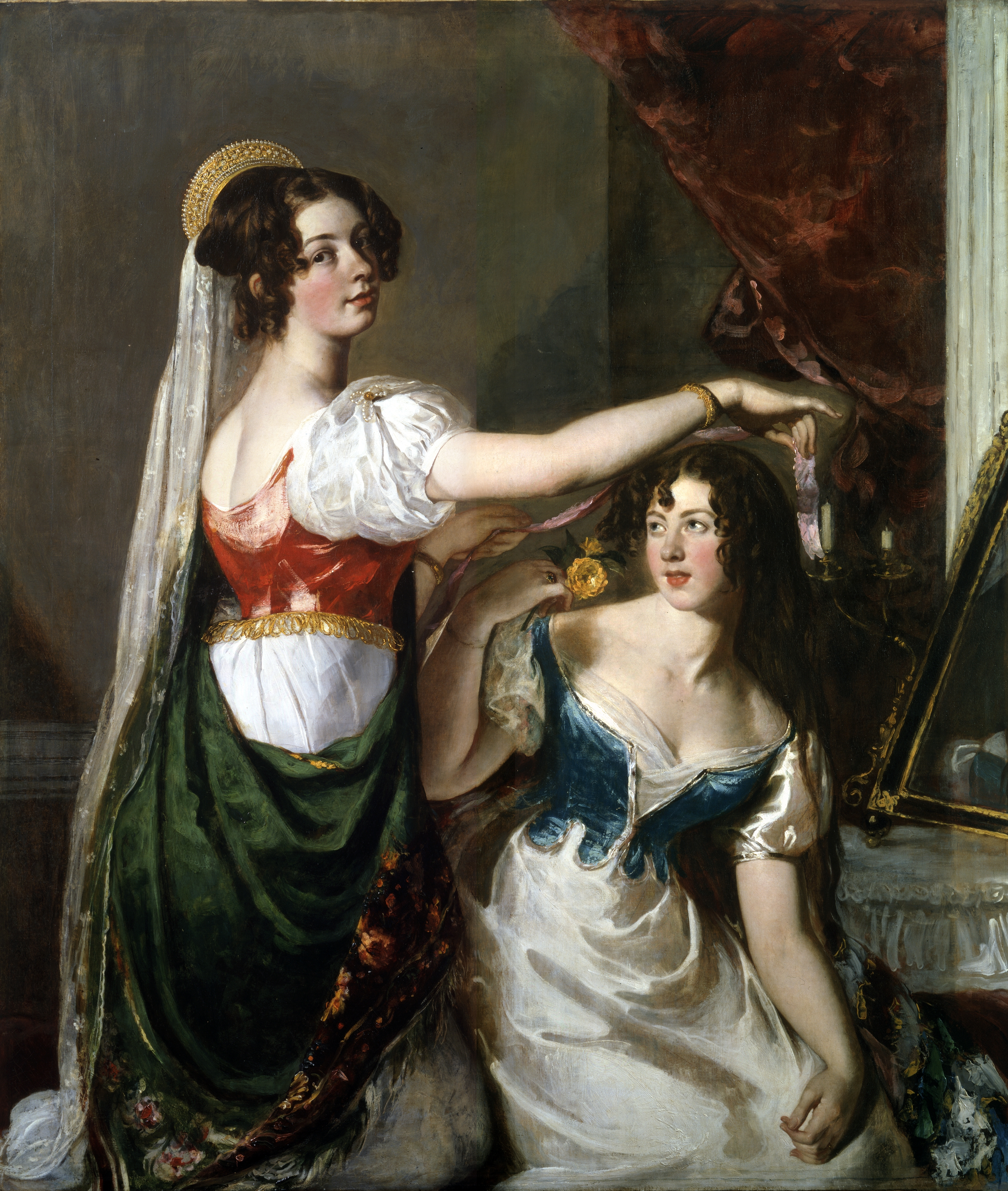
Przygotowanie do balu kostiumowego (1821)

William Etty (ur. 10 marca 1787 w Yorku, zm. 13 listopada 1849 tamże) – malarz angielski.

## Biografia
William Etty urodził się w Yorku w 1787 roku, jako syn młynarza i piekarza. Już we wczesnym wieku wykazywał artystyczne zdolności, ale jego rodzina nie była majętna i mając 12 lat opuścił szkołę, by terminować u drukarza w Hull. Po siedmiu latach zakończył naukę i przeniósł się do Londynu z „zestawem kolorowych kred”, z zamiarem naśladowania starych mistrzów i zostania malarzem historycznym. Na początku 1807 roku zyskał akceptację Royal Academy Schools. Po roku nauki u szanowanego malarza Thomasa Lawrence’a, powrócił do Royal Academy. Brał tam udział w malowaniu żywych modeli oraz kopiował dzieła innych. Nie odniósł sukcesu w żadnym konkursie organizowanym przez Akademię, a wszystkie jego obrazy wysyłane na Summer Exhibition były odrzucane.
W 1811 roku jedna z jego prac, Telemach ratujący Antiopę przed wściekłym dzikiem, została w końcu przyjęta na Summer Exhibition.
Etty zaczął zyskiwać szacunek w Królewskiej Akademii Sztuk Pięknych, zwłaszcza ze względu na umiejętność użycia kolorów i realistycznego oddawania odcieni skóry. Począwszy od 1811, każdego roku co najmniej jeden jego obraz był wystawiany na Sumer Exhibition. Mimo to jego prace nie cieszyły się sukcesem komercyjnym i jeszcze w następnych latach nie przynosiły mu wielu zysków.
W 1820 na Summer Exhibition wystawił Poławiacza korali. Mocno inspirowany Tycjanem obraz przedstawia Wenus zwycięską, leżącą nago na złotej łodzi, w otoczeniu skąpo odzianych służących. Został sprzedany na wystawie wytwórcy fortepianów Thomasowi Tomkinsonowi za 30 funtów.
Francis Freeling na wystawie zachwycił się Poławiaczem korali. Gdy dowiedział się, że obraz został sprzedany, zamówił u Etty’ego namalowanie podobnego, w większych rozmiarach, za wynagrodzeniem 200 gwinei.  Etty już od jakiegoś czasu rozmyślał wtedy o namalowaniu Kleopatry, i wykorzystał okazję podsuniętą przez Freelinga, by stworzyć jej wizerunek luźno oparty na kompozycji Poławiacza korali.